# Relations entre la Géorgie et l'OTAN
| Membres de l'OTAN | Géorgie |

Membres de l'OTAN
Géorgie

Les relations entre la Géorgie et l'Organisation du traité de l'Atlantique nord (OTAN) ont officiellement commencé en 1994 lorsque la Géorgie a rejoint le Partenariat pour la paix géré par l'OTAN. La Géorgie a réagi rapidement après la révolution des roses en 2003 pour rechercher des liens plus étroits et une éventuelle adhésion à l'OTAN. Le puissant voisin nordique de la Géorgie, la Russie, s'est opposé à ces liens plus étroits, y compris ceux exprimés lors du sommet de Bucarest de 2008, où les membres de l'OTAN ont promis que la Géorgie pourrait éventuellement rejoindre l'organisation. Dans la déclaration du 7 décembre 2011 du Conseil de l'Atlantique nord, la Géorgie a été désignée comme « pays aspirant ».
Les complications dans les relations entre l'OTAN et la Géorgie incluent la présence de forces russes sur le territoire géorgien à la suite de multiples conflits récents, comme la guerre d'Ossétie du Sud de 2008, sur les territoires d'Abkhazie et d'Ossétie du Sud, qui abritent un grand nombre de ressortissants russes. Un référendum en 2008 a conduit 77 % des électeurs à soutenir l'adhésion à l'OTAN.
Les relations actuelles entre la Géorgie et l'OTAN s'inscrivent dans le cadre du « paquet substantiel OTAN-Géorgie » (SNGP), un ensemble de mesures aux niveaux stratégique, tactique et opérationnel lancé en 2014. Cet ensemble comprend une école de défense, un centre conjoint de formation et d'évaluation OTAN-Géorgie et ses installations logistiques, la facilitation de la participation à des exercices militaires multinationaux et régionaux, ainsi que d'autres mesures.

## Contexte

Membres de l'OTAN
Pays du Partenariat pour la paix
Pays du Dialogue méditerranéen
Pays contacts

Après l'effondrement de l'Union soviétique, la Géorgie devient une nation indépendante sous la direction nationaliste de Zviad Gamsakhurdia. La Géorgie a immédiatement des problèmes avec le soutien russe aux Ossètes en Géorgie. Comme d'autres, la Géorgie rejoint le Conseil de partenariat euro-atlantique géré par l'OTAN en 1992 et le Partenariat pour la paix, signant leur accord le 23 mars 1994. En 1996, la Géorgie présente son premier plan de partenariat individuel et, en 1997, ratifie l'Accord sur le statut des forces. La Géorgie ouvre des relations officielles avec l'OTAN en 1998 en ouvrant une mission diplomatique et en présentant un ambassadeur. Après plus de discussions, les premiers exercices militaires conjoints ont lieu à Poti en 2001, et d'autres en 2002.
La révolution des roses de 2003 provoque le remplacement du président géorgien Edouard Chevardnadze par Mikheil Saakachvili, qui promulgue des liens plus étroits avec les institutions occidentales, dont l'OTAN[réf. nécessaire]. En 2004, les forces géorgiennes travaillent avec les forces de l'OTAN au sein de la Force internationale d'assistance et de sécurité en Afghanistan, dans le cadre de la force de sécurité électorale.

## Adhésion à l'OTAN
L'effort de la Géorgie pour rejoindre l'OTAN commence en 2005. L'OTAN et la Géorgie signent toutes deux un accord sur la nomination d'un officier de liaison du Partenariat pour la paix (PPP) le 14 février 2005. Le 2 mars 2005, l'accord est signé sur la fourniture par le pays hôte de soutien et d'aide au transit des forces de l'OTAN et du personnel de l'OTAN. Du 6 au 9 mars 2006, l'équipe d'évaluation provisoire de la mise en œuvre de l'IPAP arrive à Tbilissi. Le 13 avril 2006, la discussion du rapport d'évaluation sur la mise en œuvre du plan d'action individuel pour le partenariat se tenue au siège de l'OTAN, dans un format 26+1.

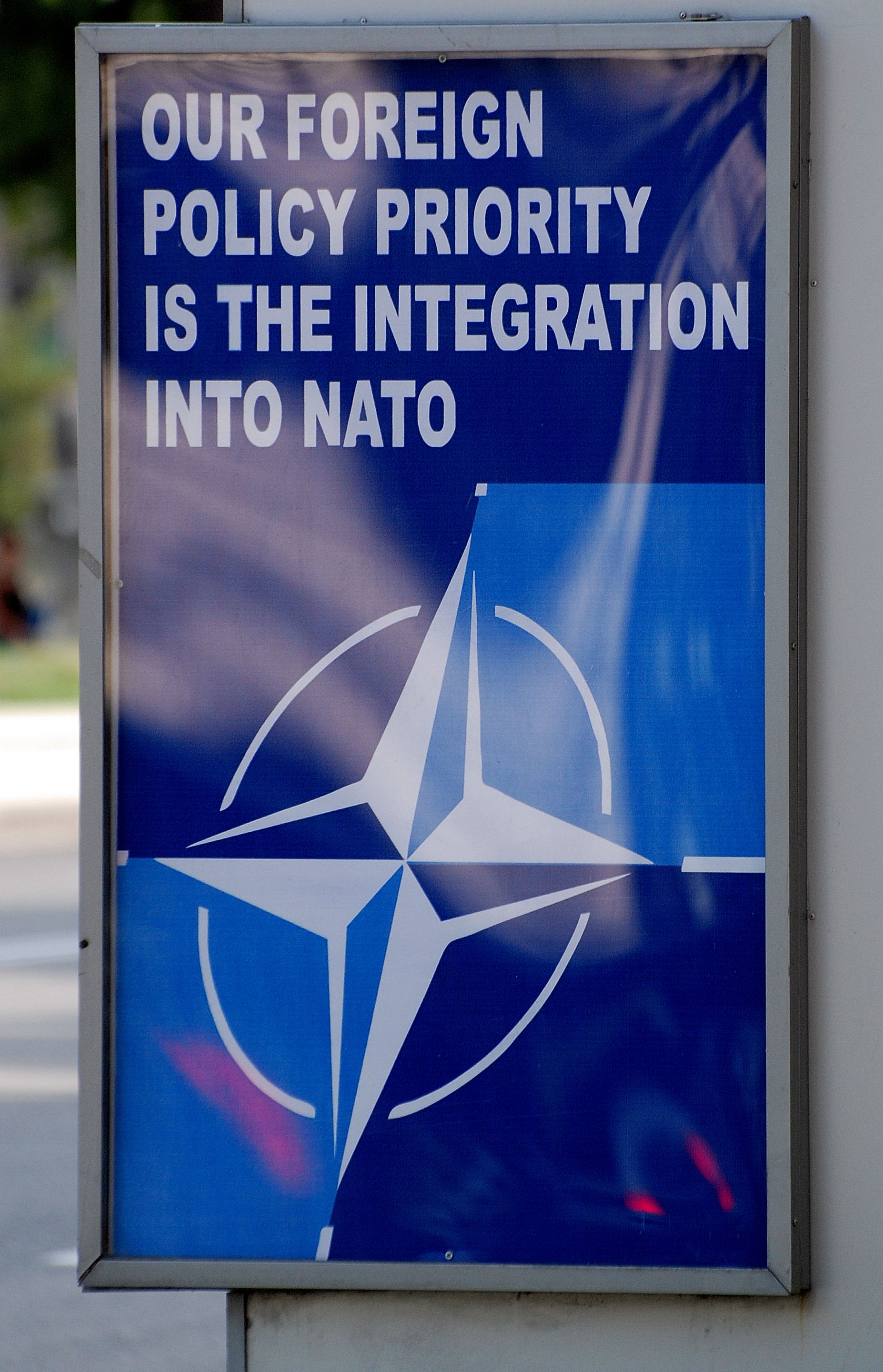
Un panneau d'août 2009 vu dans le centre-ville de Tbilissi pour promouvoir l'intégration de la Géorgie avec l'OTAN

Située à la frontière nord-est de la Turquie, membre de l'OTAN, la Géorgie est le plus éloigné de tous les pays qui envisagent actuellement d'adhérer à l'OTAN. L'article 10 du Traité de l'Atlantique Nord limite l'extension de l'adhésion aux États européens. La situation de la Géorgie à la jonction des continents est un sujet de débat, mais dans une position similaire, la Turquie est membre de l'OTAN depuis 1952.
La Russie considère l'expansion de l'OTAN vers l'est comme une menace contre ses intérêts stratégiques en Europe et accuse l'Occident d'avoir deux poids deux mesures,.  En 2014, avant le 65e anniversaire de sa création, l'OTAN annonce qu'elle n'offrirait aucune nouvelle adhésion à l'organisation cette année-là. Les analystes confirment cela comme un signe que les membres de l'OTAN deviennent sceptiques quant à la poursuite de l'expansion à l'Est en raison des inquiétudes concernant les représailles de la Russie à ces nouvelles garanties de sécurité si proches de ses frontières.
La Géorgie estime que l'adhésion à l'OTAN est une garantie de stabilité pour la région en agissant comme un contrepoids à la Russie, qu'elle considère comme un voisin dangereux. Ce point de vue est de nouveau confirmé par le référendum de 2008 au cours duquel la majorité des Géorgiens votent en faveur de l'adhésion à l'OTAN. En 2006, le parlement géorgien vote à l'unanimité un projet de loi appelant à l'intégration de la Géorgie dans l'OTAN. Le 5 janvier 2008, la Géorgie organise un référendum sur l'adhésion à l'OTAN, 77 % des électeurs votent en faveur de l'adhésion à l'organisation[réf. souhaitée].
En septembre 2019, le ministre russe des Affaires étrangères Sergueï Lavrov aurait déclaré que si l'OTAN acceptait l'adhésion de la Géorgie avec l'article sur la défense collective couvrant uniquement le territoire administré par Tbilissi (c'est-à-dire à l'exclusion de l'Abkhazie et de l'Ossétie du Sud), « nous ne déclencherons pas de guerre, mais une telle conduite compromettrait nos relations avec l'OTAN et avec les pays désireux d'entrer dans l'alliance ».

## Le sommet de Bucarest
Lors du sommet de l'OTAN à Bucarest, les États-Unis et la Pologne demandent que la Géorgie soit autorisée à adhérer au Plan d'action pour l'adhésion (MAP). L'alliance décide de ne pas offrir de MAP à la Géorgie en raison de l'opposition de plusieurs pays, dirigée par l'Allemagne et la France, qui craignent que la décision ne fâche la Russie,. Au lieu de cela, les pays de l'OTAN assurent la partie géorgienne dans un communiqué spécial qu'elle finirait par rejoindre l'alliance une fois que les conditions d'adhésion seraient remplies. Les membres envisagent en outre revoir la décision en décembre 2008 lors de la réunion des ministres des Affaires étrangères de l'OTAN.
Répondant le 11 avril 2008, le chef de l'armée russe, le général Yuri Baluyevsky déclare que si la Géorgie adhère à l'OTAN, « la Russie prendra des mesures visant à garantir ses intérêts le long de ses frontières ». Le ministère des Affaires étrangères de Géorgie publie une déclaration selon laquelle il s'agissait « d'une manifestation d'agression ouverte contre la Géorgie » et appelle la communauté internationale à réagir de manière adéquate à cette « menace grave ».
Le communiqué de l'OTAN qui promet au pays une éventuelle adhésion irrite toujours Moscou. Après le sommet, le président russe Vladimir Poutine jure de soutenir et de protéger les républiques alors non reconnues d'Abkhazie et d'Ossétie du Sud, et promet même d'ouvrir des représentations officielles de la Russie dans les régions, une décision qui, selon la Géorgie, viole le droit international et constitue une attaque directe contre un Etat souverain. Selon un communiqué russe, « toute tentative d'appliquer des pressions politiques, économiques ou, à plus forte raison, militaires sur l'Abkhazie et l'Ossétie du Sud est sans espoir et contre-productive ». Après la guerre d'Ossétie du Sud de 2008, la Russie reconnaît les deux régions séparatistes de la Géorgie, l'Ossétie du Sud et l'Abkhazie, comme des pays indépendants.

## Guerre Russie-Géorgie

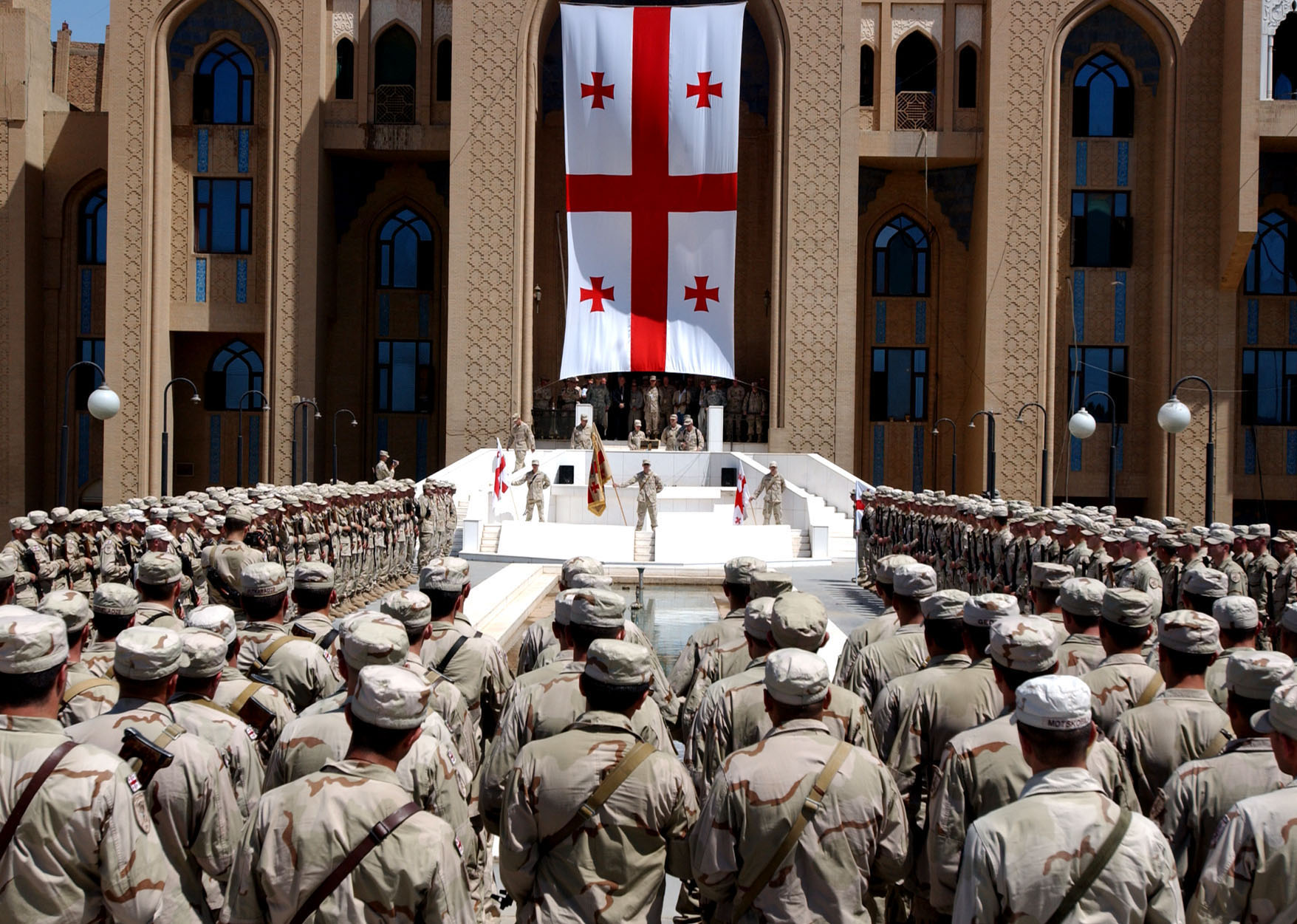
Pendant la guerre d'Ossétie du Sud, la Géorgie a rapatrié ses troupes d'Irak

Le 7 août 2008, la Géorgie appelle à un cessez-le-feu unilatéral après des jours d'échanges de tirs entre les forces géorgiennes et les séparatistes sud-ossètes. Cinq heures et demie après la déclaration du cessez-le-feu de la Géorgie, le ministère géorgien des Affaires étrangères envoie des troupes en Ossétie du Sud « pour rétablir l'ordre constitutionnel dans toute la région ». La capitale de l'Ossétie du Sud, Tskhinvali, devient le site d'une bataille prolongée.
La Russie répond par un assaut plus important qui se déplace rapidement au-delà de l'Ossétie du Sud en Géorgie et inclut l'autre région séparatiste d'Abkhazie. Ce différend complique les relations de l'OTAN avec la Russie, qui dispose de troupes de maintien de la paix dans les deux régions, internationalement reconnues comme territoire géorgien. La guerre d'Ossétie du Sud réduit encore la probabilité d'une adhésion de la Géorgie à l'OTAN dans un proche avenir selon plusieurs analystes. D'autres y voient cependant une justification de l'adhésion de la Géorgie à l'OTAN.
La chancelière allemande Angela Merkel déclare lors de la rencontre avec le président russe après la signature d'un accord de cessez-le-feu que la promesse faite à la Géorgie à Bucarest est toujours d'actualité. Cependant, elle n'indique pas de calendrier, ni rétracte l'insistance antérieure de l'Allemagne et de la France, selon laquelle la Géorgie doit résoudre ses problèmes internes avant toute adhésion à l'OTAN. En novembre 2008, il n'y a pas de consensus au sein de l'OTAN sur un plan d'action pour l'adhésion de la Géorgie.

## Après guerre
| Pays membres de l'OTAN Pays en voie d'adhésion Pays ayant reçu une promesse d'invitation | Pays ne visant pas l'adhésion Pays n'ayant pas annoncé leurs intentions d'adhésion |

Pays membres de l'OTAN
Pays en voie d'adhésion
Pays ayant reçu une promesse d'invitation
Pays ne visant pas l'adhésion
Pays n'ayant pas annoncé leurs intentions d'adhésion

Le 15 septembre 2008, une Commission OTAN-Géorgie est créée.
Le 4 avril 2009, les chefs d'État de l'OTAN publient une déclaration conjointe après le sommet Strasbourg-Kehl, s'engageant à maximiser leurs conseils, leur assistance et leur soutien aux efforts de réforme de la Géorgie et de l'Ukraine. La déclaration rappelle que les deux pays deviendraient membres de l'OTAN, mais ne précise pas de calendrier. Elle réaffirme « le soutien continu de l'OTAN à l'intégrité territoriale et à la souveraineté de la Géorgie à l'intérieur de ses frontières internationalement reconnues ». Le communiqué indique que la Russie ne respecte pas complètement ses engagements pris dans le cadre des accords de cessez-le-feu du 12 août et du 8 septembre et appelle Moscou à revenir sur sa reconnaissance des républiques séparatistes d'Abkhazie et d'Ossétie du Sud.
Le 21 novembre 2011, le président russe Dmitri Medvedev, s'adressant aux soldats à Vladikavkaz, près de la frontière géorgienne, déclare que l'invasion de 2008 avait empêché tout nouvel élargissement de l'OTAN vers l'ancienne sphère soviétique.
En mai 2013, le Premier ministre géorgien Bidzina Ivanichvili déclare que son objectif est d'obtenir un plan d'action d'adhésion pour son pays à l'OTAN en 2014. Cependant, en juin 2014, les responsables de l'OTAN annoncent que la Géorgie ne serait pas encore invitée à se joindre au processus du PAM, mais que l'OTAN mettrait en œuvre un ensemble de mesures de coopération avec la Géorgie.
En décembre 2017, le secrétaire général de l'OTAN, Jens Stoltenberg, affirme le soutien à « l'adhésion éventuelle de la Géorgie à l'OTAN ».
En février 2019, dans une interview accordée à Voice of America, Ben Hodges (en), lieutenant-général à la retraite de l'United States Army Europe et travaillant pour le centre de réflexion sur la défense Center for European Policy Analysis, déclare que la Géorgie n'a « plus rien à prouver pour l'adhésion à l'OTAN » et « l'adhésion de l'Allemagne de l'Ouest à l'OTAN est un précédent pour la Géorgie ».
Le 29 septembre 2020, le secrétaire général de l'OTAN, Jens Stoltenberg, appelle la Géorgie à saisir chaque occasion pour se rapprocher de l'Alliance et accélérer les préparatifs en vue de son adhésion. Stoltenberg souligne qu'au début de l'année, les Alliés sont convenus de renforcer de nouveau le partenariat OTAN-Géorgie. Selon lui, l'OTAN salue les progrès réalisés par la Géorgie dans la mise en œuvre des réformes, la modernisation de ses forces armées et le renforcement de la démocratie. Il convient de noter que, jusqu'à présent, les appels à l'adhésion de la Géorgie à de telles formulations ne sont pas apparus dans la rhétorique du secrétaire général de l'Alliance. Dans le même temps, l'OTAN reconnaît les aspirations de la Géorgie à adhérer à l'Alliance, comme dans le cas de l'Ukraine.

## Missions dirigées par l'OTAN impliquant la Géorgie
- Force pour le Kosovo, 1999-2008 ;
- Opération Active Endeavour en Méditerranée, 2010-2016 ;
- Force internationale d'assistance et de sécurité en Afghanistan, 2004-2014 ;
- Force de réaction de l'OTAN, depuis 2015 ;
- Mission Resolute Support en Afghanistan, depuis 2015.